# Hammonton (Nueva Jersey)
Hammonton es un pueblo ubicado en el condado de Atlantic en el estado estadounidense de Nueva Jersey. En el año 2010 tenía una población de 14 791 habitantes y una densidad poblacional de 138,4 personas por km².

## Geografía
Hammonton se encuentra ubicado en las coordenadas 39°39′18″N 74°46′20″O / 39.65500, -74.77222.

## Demografía
Según la Oficina del Censo en 2000 los ingresos medios por hogar en la localidad eran de $43 137 y los ingresos medios por familia eran $52 205. Los hombres tenían unos ingresos medios de $36 219 frente a los $27 900 para las mujeres. La renta per cápita para la localidad era de $19 889. Alrededor del 9,1% de la población estaba por debajo del umbral de pobreza.